# Staurochlamys
Staurochlamys là một chi thực vật có hoa trong họ Cúc (Asteraceae).

## Loài
Chi Staurochlamys gồm các loài: